# Test Drive Cycles (videojuego)
Test Drive Cycles es un videojuego de carreras desarrollado por Xantera y publicado por Infogrames exclusivamente para Game Boy Color.

## Jugabilidad
En lugar de conducir automóviles como en juegos anteriores, el jugador conduce motocicletas.
El juego tiene 24 pistas en 12 ubicaciones del mundo real, con rampas para realizar saltos mortales.
Hay 35 motocicletas con licencia con múltiples paquetes de mejoras y esquemas de color. Los vehículos se clasifican en las categorías Cruisers, Muscle y Sport.

## Recepción
El juego recibió críticas "mixtas" según el sitio web de agregación de reseñas GameRankings.

## Versión de consola/PC cancelada
También se desarrollaron versiones para PlayStation, Dreamcast y PC por el mismo equipo de desarrollo que trabajó en Test Drive Off-Road 3 , pero estas versiones fueron canceladas en junio de 2000.
La versión de PlayStation debía incluir 30 bicicletas con licencia, 12 pistas y compatibilidad con el controlador DualShock, y lo mismo se aplicaría a la versión de Dreamcast, que admitiría un Jump Pak. La versión de Microsoft Windows también incluiría accesos directos ocultos.